# 渡辺長助
渡辺 長助（わたなべ ちょうすけ、1956年10月11日 - 2011年6月28日）は、熊本県八代市出身のプロ野球選手（捕手）、コーチ、スコアラー。

## 経歴
八代一高から社会人野球の九州産交を経て、1978年のプロ野球ドラフト会議で阪神タイガースから3位指名を受け入団。
1982年に一軍初出場を果たす。
1983年5月29日の巨人戦（甲子園）で9回に代打として起用され、角盈男から生涯唯一の本塁打を放つ。同年は5試合に先発マスクを被った。
1984年には開幕戦から4試合連続で先発出場。自己最多の42試合に出場（うち11試合に先発）したが、山川猛の控えにとどまり正捕手の座は掴めなかった。
1985年からは木戸克彦が台頭し、一軍出場がなくなった。
1986年に現役を引退。
九州産交時代から評判の強肩と、打たれない方向へ投手を導く巧みなリードが持ち味。相手投手の癖を盗むのもうまく、信頼感もあったが、守備とは裏腹に打撃は非力。若菜嘉晴・山川猛・笠間雄二らの存在もあり、準レギュラー止まりで終わった。
引退後も阪神に留まり、1987年から1988年までスコアラー。
1989年から1990年まで一軍ブルペンコーチ補佐。
1991年は一軍バッテリーコーチ。
1992年は一軍ブルペンコーチ。
1993年は二軍バッテリーコーチ。
1994年から1998年まで二軍育成コーチ。
1999年から2002年まで再びスコアラー。
2003年からチーフスコアラーを務めた。
1996年からは選手寮「虎風荘」の五代目寮長も兼任していた。
2011年6月28日未明、チーム遠征先の富山市の宿舎で心筋梗塞のため死去。54歳没。当日、富山市民球場アルペンスタジアムで行われた対広島東洋カープ戦で、阪神の首脳陣と選手たちは喪章を付けて試合を行い、哀悼の意を示した。

## 詳細情報

### 年度別打撃成績
| 年 度     | 球 団     | 試 合 | 打 席 | 打 数 | 得 点 | 安 打 | 二 塁 打 | 三 塁 打 | 本 塁 打 | 塁 打 | 打 点 | 盗 塁 | 盗 塁 死 | 犠 打 | 犠 飛 | 四 球 | 敬 遠 | 死 球 | 三 振 | 併 殺 打 | 打 率 | 出 塁 率 | 長 打 率 | O P S |
| --------- | --------- | ----- | ----- | ----- | ----- | ----- | -------- | -------- | -------- | ----- | ----- | ----- | -------- | ----- | ----- | ----- | ----- | ----- | ----- | -------- | ----- | -------- | -------- | ----- |
| 1982      | 阪神      | 6     | 5     | 5     | 1     | 2     | 1        | 0        | 0        | 3     | 0     | 0     | 0        | 0     | 0     | 0     | 0     | 0     | 1     | 0        | .400  | .400     | .600     | 1.000 |
| 1983      | 阪神      | 30    | 32    | 31    | 1     | 5     | 0        | 0        | 1        | 8     | 2     | 0     | 0        | 1     | 0     | 0     | 0     | 0     | 6     | 1        | .161  | .161     | .258     | .419  |
| 1984      | 阪神      | 42    | 32    | 29    | 1     | 4     | 1        | 0        | 0        | 5     | 1     | 0     | 0        | 2     | 0     | 1     | 0     | 0     | 5     | 2        | .138  | .167     | .172     | .339  |
| 通算：3年 | 通算：3年 | 78    | 69    | 65    | 3     | 11    | 2        | 0        | 1        | 16    | 3     | 0     | 0        | 3     | 0     | 1     | 0     | 0     | 12    | 3        | .169  | .182     | .246     | .428  |

### 年度別守備成績
| 年 度 | 試 合 | 企 図 数 | 許 盗 塁 | 盗 塁 刺 | 阻 止 率 |
| ----- | ----- | -------- | -------- | -------- | -------- |
| 1982  | 6     |          | 1        | 0        | .000     |
| 1983  | 27    |          | 12       | 5        | .294     |
| 1984  | 41    |          | 17       | 2        | .105     |
| 通算  | 74    |          | 30       | 7        | .189     |

### 背番号
- 36 （1979年 - 1986年）
- 89 （1989年 - 1998年）